# Giovanni Leone
Giovanni Leone, (Napulj, 3. studenog 1908. — Rim, 9. studenog 2001.), bio je talijanski političar i pravnik, premijer i predsjednik Italije. 

## Životopis
Leone je bio sin poznatog pravnika a i sam je završio pravo 1929. Bio je član stranke Kršćanska Demokracija, a jedan od osnivača te stranke u njegovom rodnom mjestu bio je njegov otac. U ustavotvornu skupštinu izabran je 1946. Kao član desne frakcije svoje stranke, izabran je u talijanski zastupnički dom 1948., i tu je bio zastupnik do 1963. 
Leone je bio šesti predsjednik republike Italije od 29. prosinca 1971. do 15. lipnja 1978. Prije toga bio je premijer Italije u dva navrata: 1963. i 1968. godine. Bio je i glasnogovornik talijanskog zastupničkog doma (1955. – 1963).